# Giancarlo Brusati
Carlo „Giancarlo” Brusati (ur. 6 marca 1910 w Mediolanie, zm. 30 czerwca 2001 w Barlassinie) – włoski szpadzista, złoty medalista olimpijski i dwukrotny medalista mistrzostw świata.
Na igrzyskach olimpijskich w Berlinie w 1936 roku wspólnie z Edoardo Mangiarottim, Giancarlo Cornaggią-Medicim, Saverio Ragno, Alfredo Pezzaną i Franco Riccardim zwyciężył w szpadzie drużynowej. Był to jego jedyny start olimpijski.
Podczas mistrzostw świata w Budapeszcie w 1933 roku (oficjalnie imprezy tego cyklu rozgrywane są pod tą nazwą od 1937) Giancarlo Cornaggia-Medici, Renzo Minoli, Saverio Ragno, Franco Riccardi, Giancarlo Brusati i Mario Visconti zdobyli złoto w szpadzie drużynowej. W tej samej konkurencji zdobył też srebrny medal na mistrzostwach świata w Warszawie rok później.
Po zakończeniu kariery sportowej został działaczem. W latach 1981–1984 był prezydentem Międzynarodowej Federacji Szermierczej. W 1984 roku otrzymał srebrny Order Olimpijski.